# Natalis (herb szlachecki)
Natalis (Jelita odmienne VI) – polski herb szlachecki, odmiana herbu Jelita, z nobilitacji.

## Opis herbu
Opis zgodnie z klasycznymi regułami blazonowania:
W polu czerwonym trzy kopie w gwiazdę złote - dwie w krzyż skośny i trzecia na opak, na nich.
Klejnot - jastrząb naturalny.
Labry czerwone, podbite złotem.

## Najwcześniejsze wzmianki
Nadany 20 lutego 1585 Tomaszowi Natalisowi z Dubrownika, kanonikowi krakowskiemu, lekarzowi Piotra Myszkowskiego. Herb powstał z adopcji do herbów Jelita oraz Jastrzębiec. Herbu Jelita udzielił Stanisław Gomoliński.

## Herbowni
Natalis.